# Tourniquet (песня)
«Tourniquet» (в переводе с англ. — «Жгут») — второй сингл из альбома Antichrist Superstar группы Marilyn Manson. На песню официально была сделана кавер-версия виолончельной рок-группой Rasputina на своём EP The Lost & Found. 

## Список композиций

### Официальные издания

#### Американское издание
1. «Tourniquet» — 4:29
2. «The Tourniquet Prosthetic Dance Mix» (Radio Edit)
3. «The Tourniquet Prosthetic Dance Mix» — 7:24

#### Австралийское издание
1. «Tourniquet» — 4:29
2. «The Tourniquet Prosthetic Dance Mix» — 7:24
3. «The Horrible People» — 5:12

#### Британское издание (ч. 1) / немецкое издание
1. «Tourniquet» — 4:29
2. «The Tourniquet Prosthetic Dance Mix» (Edit) — 4:10
3. «The Tourniquet Prosthetic Dance Mix» — 7:24

#### Британское издание (ч. 2)
1. «Tourniquet» — 4:29
2. «Lunchbox» — 7:24
3. «Next Motherfucker» — 5:12

### Проморелизы

#### Американское промо
1. «Tourniquet» — 4:29

#### Британский7"
1. Сторона A: «Tourniquet» — 4:29
2. Сторона B: «The Perfect Drug»[2] — 5:15

#### Британский12"
1. Стороны A и B: «The Tourniquet Prosthetic Dance Mix» — 7:24
2. Стороны A и B: «The Tourniquet Prosthetic Dance Mix» (Edit) — 4:10